# Styloniscus maculosus
Styloniscus maculosus là một loài chân đều trong họ Styloniscidae. Loài này được Green miêu tả khoa học năm 1961.